# フラン・ゴンサレス
フランシスコ・"フラン"・マヌエル・ゴンサレス・ベルハガ（Francisco Manuel "Fran" González Verjaga 、1998年8月13日 - ）は、スペイン・バレアレス諸島州サンタニー出身のサッカー選手。アトレティコ・マドリードB所属。ポジションはDF。

## クラブ経歴
2017-18シーズンにRCDマヨルカのリザーブチームにてアマチュア選手デビューを果たすと、2021年1月6日、コパ・デル・レイのCFフエンラブラダ戦でトップチーム初出場を飾った。
2021年7月13日、アトレティコ・マドリードBに移籍し、2年契約を交わした。